# سفارة فرنسا في إسبانيا
سفارة فرنسا في إسبانيا هي أرفع تمثيل دبلوماسي لدولة فرنسا لدى إسبانيا. تقع السفارة في وهي تهدف لتعزيز المصالح الفرنسية في إسبانيا.

## وصلات خارجية
- الموقع الرسمي
- قائمة سفارات فرنسا
- قائمة السفارات في إسبانيا